# Angelonia linarioides
Angelonia linarioides là một loài thực vật có hoa trong họ Mã đề. Loài này được Taub. mô tả khoa học đầu tiên năm 1896.